# Henri Axenfeld
Henri Axenfeld, auch Henry Axenfeld bzw. Heinrich Axenfeld (* 14. Januar 1824 in Odessa; † 1892 in Paris) war ein russisch-französischer Maler.

## Leben
Axenfeld war der Sohn von Israel Aksenfeld.
Er malte anfangs Porträts, später landschaftliche Genrebilder, zudem auch religiöse Motive. Nach seiner Ankunft in Paris studierte Axenfeld im Atelier von Léon Cogniet. Im Jahr 1859 arbeitete er gemeinsam mit den Künstlern Achard, Stéphane Baron, Gustave Doré, Hippolyte Fauvel, Augustin Feyen-Perrin, Flahaut, Doulogne, Louis Français, Gassies, Edmond Guet, Jean-Louis Hamon, Henri Harpignies und Vernier an der Ausschmückung des Belegschaftsraumes des Hôpital de la Charité, der teilweise im Musée de l’Assistance Publique, Paris (quai de la Tournelle) rekonstruiert worden ist. 1860 wurde er in Paris von James McNeill Whistler porträtiert. 1878 wurde er französischer Staatsbürger.
Axenfeld stellte 1874–77 in London, 1885, 1887, 1888, 1889 und 1890 im Salon de Paris und 1892 bei der Exposition internationale de blanc & noir in Paris aus.
Sein Bruder war Alexandre Axenfeld, den er um 1850 porträtierte.

## Werk
- 1888: Les grands peintres. Ecoles d’Italie: Léonard de Vinci, Michel-Ange, Raphaël. Paris 1871, S. 78.